# Bookmakers
Bookmakers foi uma editora de tecnologia e quadrinhos criada em 1993 para publicar a revista Macmania (especializada em computadores Macintosh), editada por Tony de Marco e Heinar Maracy. A Macmania teve 121 edições entre janeiro de 1994 e julho de 2004. A partir de 1996 a editora passou a produzir conteúdo para Internet com o lançamento do portal Cybercomix. No mesmo ano, publicou quatro edições de uma revista em quadrinhos com o conteúdo do site. A Bookmakers também lançou o álbum Níquel Náusea - os ratos também choram (1999). As duas publicações ganharam o Troféu HQ Mix, respectivamente, de 1999 (categoria "Publicação mix") e 2000 (categoria "Álbum de humor”). Entre 2000 e 2005 editou a revista Tupigrafia, sobre caligrafia e tipografia (atualmente publicada pela Oficina Tipográfica São Paulo).
Não há relação com a Bookmakers Editora, criada em 2011, dedicada à autopublicação.

## Outras publicações

### Revistas
- Revista do Bicho Virtual (1996)[7]
- Revista Magnet (1998)
- Revista Copyleft (2004)

### Livros
- A Arte de Desperdiçar Energia, de Ricardo Cavallini (2002)[8]
- Vídeo e Áudio Digital no Macintosh, de João Velho e Márcio Nigro (2002)[9]